# 재능 있는 리플리 씨
재능 있는 리플리 씨(The Talented Mr. Ripley)는 퍼트리샤 하이스미스가 1955년에 쓴  심리 스릴러 소설이다. 이 소설에는 톰 리플리라는 등장인물이 등장하며 4개의 차기 소설에서 돌아온다. 영화 리플리를 포함하여 영화에 여러 차례 각색되었다.